# هری آفر

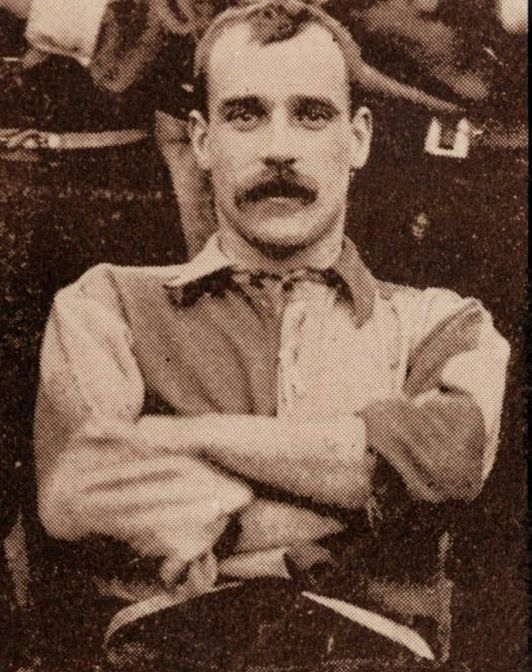
هری آفر در سال‌های حوالی ۱۸۹۵

هری آفر (انگلیسی: Harry Offer؛ 1871 – ۱۲ ژانویهٔ ۱۹۴۷)  بازیکن فوتبال اهل بریتانیا بود.
از باشگاه‌هایی که در آن بازی کرده‌است می‌توان به باشگاه فوتبال آرسنال، باشگاه فوتبال برنلی، باشگاه فوتبال سوئیندون تاون، و باشگاه فوتبال ساوت‌همپتون اشاره کرد.